# Îles Chincha
Les Îles Chincha sont un groupe de trois petites îles de l'Océan Pacifique situées à 21 km de la côte sud-ouest du Pérou, près de la ville de Pisco. Leur principal intérêt était les importants gisements de guano, qui furent épuisés par une exploitation intense avant 1874.
La plus grande de ces îles, celle du nord (Chincha Norte), mesure 1,3 km de long sur 500 m de large, et son altitude maximale est de 34 m. L'île du centre (Chincha Centro) est presque aussi grande, tandis que celle du sud (Chincha Sur) fait la moitié des deux autres. Les îles sont principalement formées de roches granitiques et bordées de falaises où nichent une grande quantité d'oiseaux de mer. 
Elles furent occupées par le peuple chincha, mais il ne subsiste pratiquement rien de cette présence humaine. 
Le Pérou commença d'exporter le guano en 1840. En 1861, les neuf dixièmes du peuple autochtone de l'île de Pâques (les polynésiens Haumaka) furent déportés aux îles Chincha pour l'extraction du guano et la plupart y périrent durant les trois années suivantes. Les survivants furent évacués sur le continent lorsque l'Espagne, qui n'avait pas encore reconnu l'indépendance du Pérou en 1864, occupa les îles le 14 avril 1864, au début de la guerre hispano-sud-américaine (1864-1866). L'Espagne rendit les îles au Pérou en mai 1866.

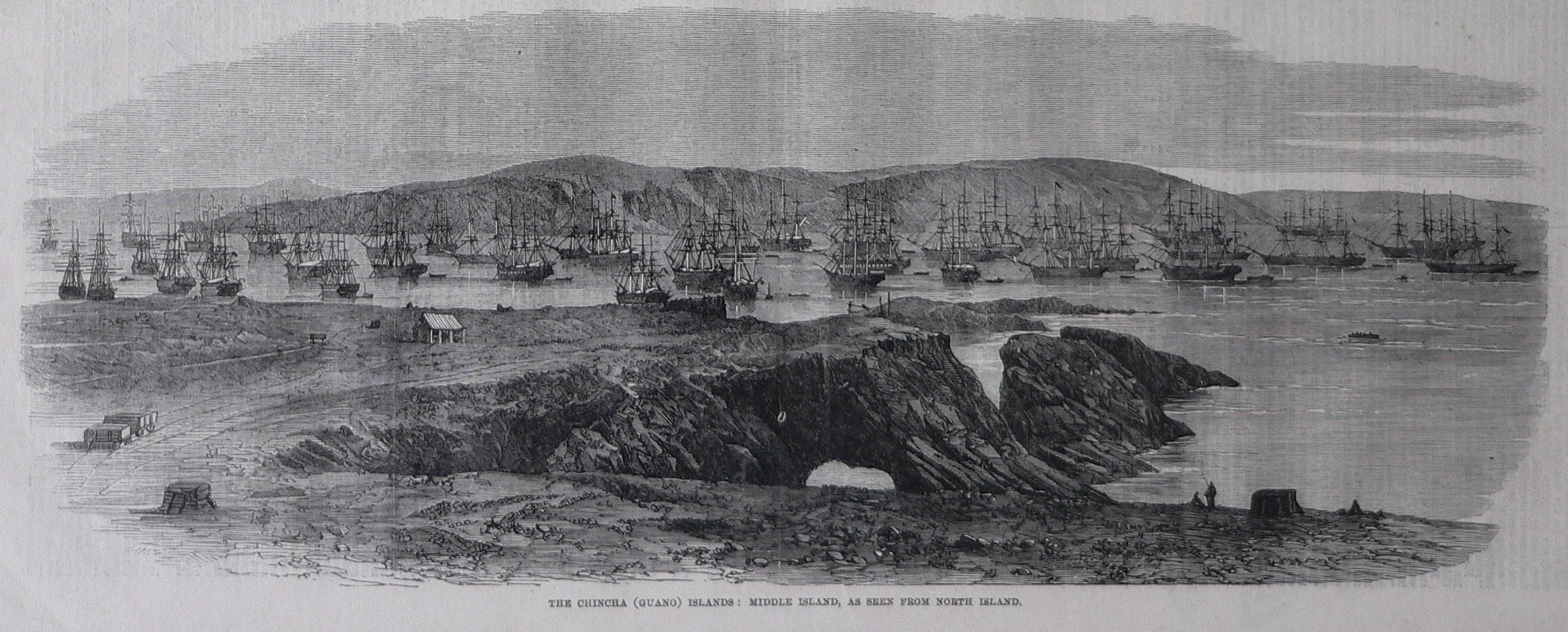
Îles Chincha, Pérou, 21 février 1863.
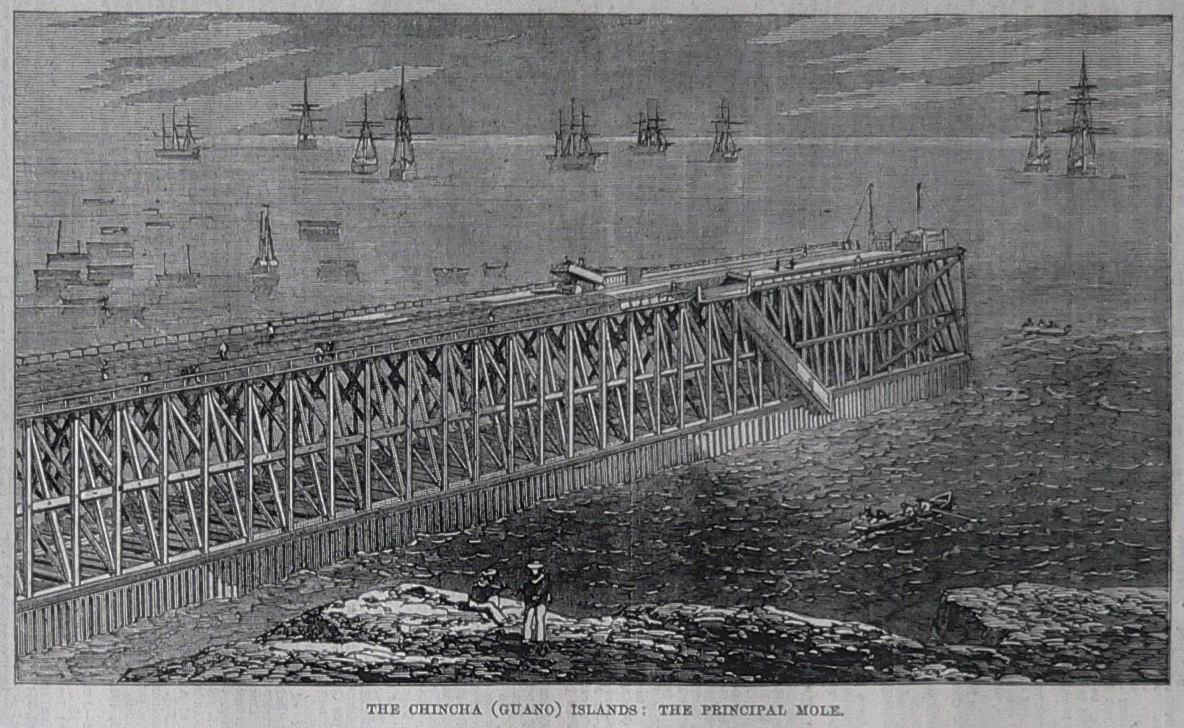
Môle principal de chargement du guano, vu par l'Illustrated London News du 21 février 1863.